# サン＝ボネ＝ラ＝リヴィエール
サン＝ボネ＝ラ＝リヴィエール　（Saint-Bonnet-la-Rivière）は、フランス、リムーザン地域圏、コレーズ県のコミューン。

## 地理
中央高地に位置するコミューンである。ブリーヴ＝ラ＝ガイヤルドの北西、ロゼクス川とトゥルヌリー川が合流する地点にある。

## 歴史
フランス革命時代、国民公会のデクレによりコミューンはボネ＝ルージュ（Bonnet-Rouge）と改名させられていた。

## 人口統計
| 1962年 | 1968年 | 1975年 | 1982年 | 1990年 | 1999年 | 2006年 | 2011年 |
| ------ | ------ | ------ | ------ | ------ | ------ | ------ | ------ |
| 454    | 418    | 367    | 334    | 327    | 305    | 338    | 373    |

参照元:1999年までEHESS、2004年以降INSEE

## 史跡
教区教会はとりわけ独特である。16世紀に建てられた現在の建物は、ごくわずかしかない円形の教会の1つで、エルサレムにある聖墳墓教会に触発されたものである。